# ناوشکن کلاس مینگامو
دیسترویر کلاس مینگامو (به انگلیسی: Minegumo-class destroyer) یک کلاس از کشتی است.